# Microparasellus hellenicus
Microparasellus hellenicus är en kräftdjursart som beskrevs av Roberto Argano och Giuseppe L. Pesce1979. Microparasellus hellenicus ingår i släktet Microparasellus och familjen Microparasellidae. Inga underarter finns listade i Catalogue of Life.